# 나주 초등학생 성폭행 사건
나주 초등학생 성폭행 사건(羅州初等學生性暴行事件)은 2012년 8월 30일 전라남도 나주시에서 범인 고종석이 9세 초등학생을 성폭행하고 살인미수를 저지른 사건이다.

## 사건 경과
2012년 8월 30일 용의자 고종석은 새벽 1시 반경 PC방을 빠져나와 피해자의 집에 침입하여 잠을 자고 있던 피해자를 이불채 납치했다. 곧바로 영산강 밑의 영산대교로 끌고가 성폭행한 후 사라졌다. 피해자의 부모는 오전 7시 반경 피해자가 집에서 사라진 것을 확인하고 경찰에 신고했다. 피해자는 영산강 대로변에서 사건발생 11시간만에 발견되었다. 경찰은 이후 탐문 수사를 통해 고종석을 유력한 용의자로 보고 수사대를 순천으로 보내 고종석이 자주 찾던 순천의 모 PC방에서 고종석을 전격 검거하였다. 이후 수사를 통해 성폭행 외에도 고종석이 피해자를 살해하려 했던 것도 드러났다. 경찰은 9월 1일 현장검증을 하였으며, 그 다음 날인 9월 2일 법원은 구속영장 실질심사에서 영장을 발부하였다. 용의자 고종석이 받고있는 혐의는 성폭행, 살인미수, 미성년자 약취 유인 등 총 7개이며, 2013년 1월 10일 검찰은 범인 고종석에 사형을 구형했다. 1심 선고는 1월 31일 내려졌으며, 범인 고종석은 무기징역을 선고받았다.